# Cuando calienta el sol (película)
 Cuando calienta el sol es una película en blanco y negro de Argentina dirigida por Julio Saraceni sobre el guion de Abel Santa Cruz que se estrenó el 2 de mayo de 1963 y que tuvo como protagonistas a Antonio Prieto, Beatriz Taibo, Augusto Codecá y Perla Alvarado. Fue filmado en Mar del Plata.

## Sinopsis
Una historia de amor entre un millonario que simula ser ladrón  una joven humilde que se hace pasar por millonaria.

## Reparto
- Antonio Prieto
- Beatriz Taibo
- Augusto Codecá
- Perla Alvarado
- Nelson Prenat
- Héctor Calcaño
- María Armand
- Roberto Blanco
- Eduardo Humberto Nóbili
- Roberto Bordoni
- Ricardo de Rosas
- Susana André
- Alberto Barcel
- Gladys Gastaldi
- Tía Berta
- Roberto Raimundo
- Linda Renao
- Juan Carlos Cevallos

## Comentarios
Jorge Miguel Couselo escribió del filme en Correo de la Tarde:

”Con Antonio Prieto y sol, allá en la playa…para lucimiento total de éste, su show televisivo es mejor.”

Para Antonio Salgado en Tiempo de Cine' la película es una:

”Historieta irreal e incoherente.”